# Lijst van voetbalinterlands Canada - Denemarken (vrouwen)
Deze lijst van voetbalinterlands is een overzicht van alle officiële voetbalinterlands tussen de nationale vrouwenteams van Canada en Denemarken. De landen hebben tot nu toe zes keer tegen elkaar gespeeld.

## Wedstrijden
| № | Plaats     | Datum         | Competitie        | Wedstrijd           | Uitslag |
| - | ---------- | ------------- | ----------------- | ------------------- | ------- |
| 1 | Kopenhagen | 29 mei 1995   | Vriendschappelijk | Denemarken − Canada | 5 − 0   |
| 2 | Ottawa     | 7 juli 1996   | Vriendschappelijk | Canada − Denemarken | 0 − 2   |
| 3 | Lagos      | 18 maart 2000 | Algarve Cup 2000  | Canada − Denemarken | 3 − 2   |
| 4 | Brøndby    | 25 mei 2005   | Vriendschappelijk | Denemarken − Canada | 3 − 4   |
| 5 | Albufeira  | 2 maart 2016  | Algarve Cup 2016  | Canada − Denemarken | 0 − 1   |
| 6 | Albufeira  | 1 maart 2017  | Algarve Cup 2017  | Denemarken − Canada | 0 − 1   |

## Samenvatting
| Competitie        | Totaal gespeeld | Winst Canada | Gelijk | Winst Denemarken | Doelsaldo Canada – Denemarken |
| ----------------- | --------------- | ------------ | ------ | ---------------- | ----------------------------- |
| Algarve Cup       | 3               | 2            | 0      | 1                | 4 − 3                         |
| Vriendschappelijk | 3               | 1            | 0      | 2                | 4 − 10                        |
| Totaal            | 6               | 3            | 0      | 3                | 8 − 13                        |